# Kuriłowka (rejon nowouzieński)
Kuriłowka (ros. Куриловка) – wieś (sieło) w Rosji, w obwodzie saratowskim, w rejonie nowouzieńskim. W 2010 liczyła 2746 mieszkańców.